# Порушення термохалінної циркуляції

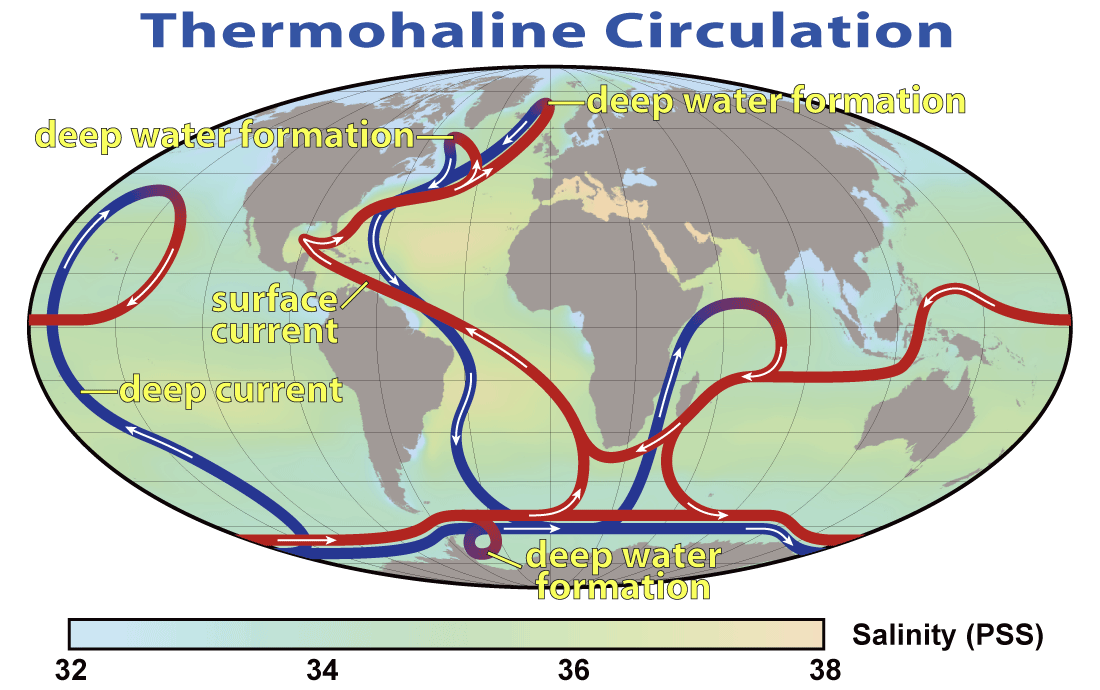
Принципова схема термохалінної циркуляції

Порушення термохалінної циркуляції — гіпотетичний сценарій глобальної кліматичної катастрофи через порушення термохалінної циркуляції у Світовому океані, тобто теплообміну між атмосферою, гідросферою і літосферою планети. Наприклад, зупинка Гольфстріму розглядається як один із можливих побічних ефектів глобального потепління.